# Gian Giacomo Crispo
Gian Giacomo Crispo (ur. 1446, zm. 1453) – wenecki władca Księstwa Naksos w latach 1447–1453. 

## Życiorys
Był synem Giacoma II Crispo. Zmarł w wieku 6 lub 7 lat. Jego następca syn Francesca I Crispa - Guglielmo II Crispo. 